# Wałbrzych
Wałbrzych (in slesiano Wałbrzich, in tedesco Waldenburg, in ceco  Valbřich) è un comune polacco del distretto di Wałbrzych nel voivodato della Bassa Slesia. Ricopre una superficie di 84,70 km² e a fine 2011 contava 119 955 abitanti.

## Storia

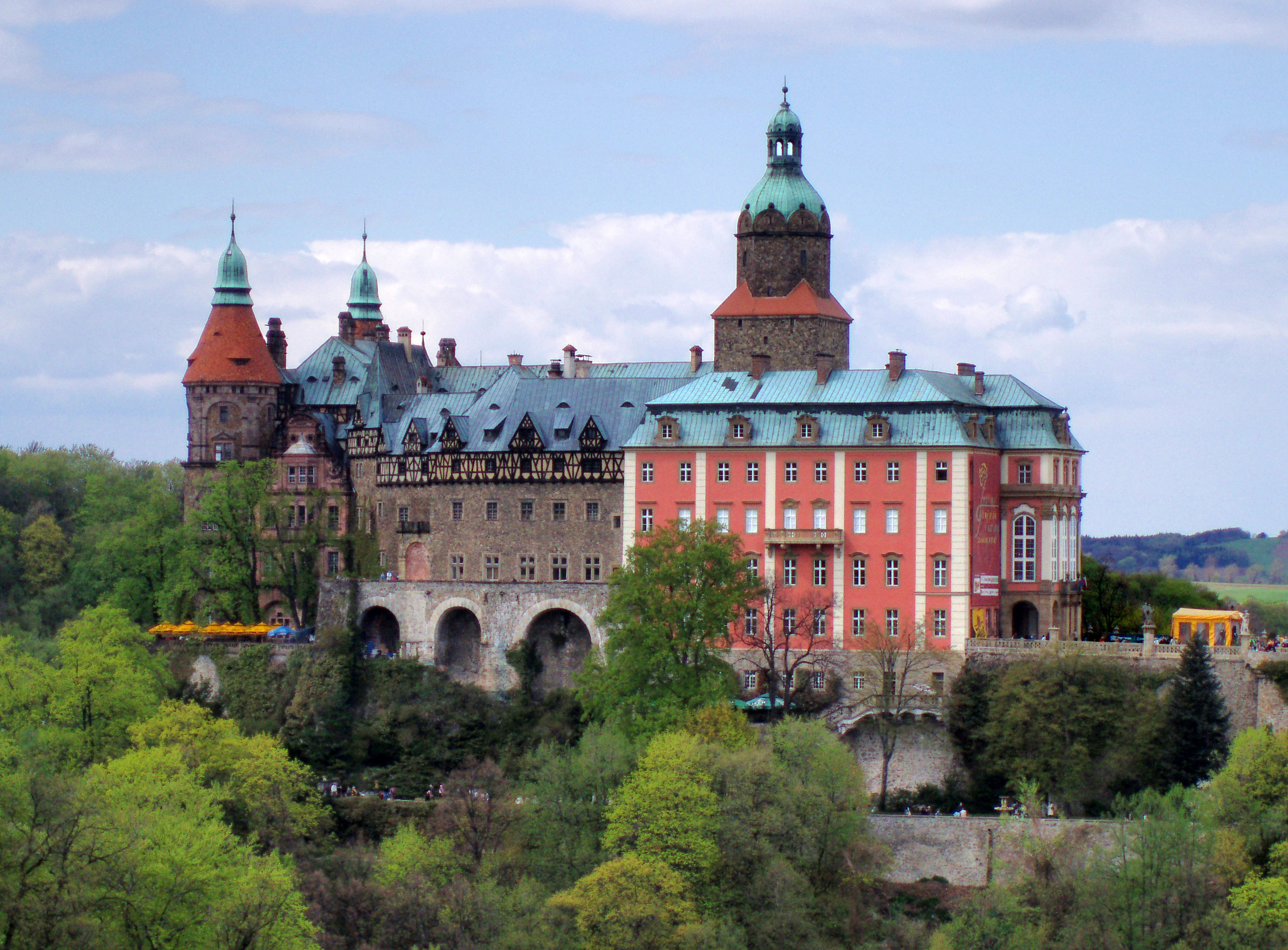
Castello di Książ anche conosciuto come Zamek Książ o Schloss Fürstenstein.

La città fu fondata nel Medioevo, durante la dinastia Piast in Polonia.
Dal 1975 al 1998 è stata il capoluogo del voivodato di Wałbrzych, poi soppresso.

## Economia

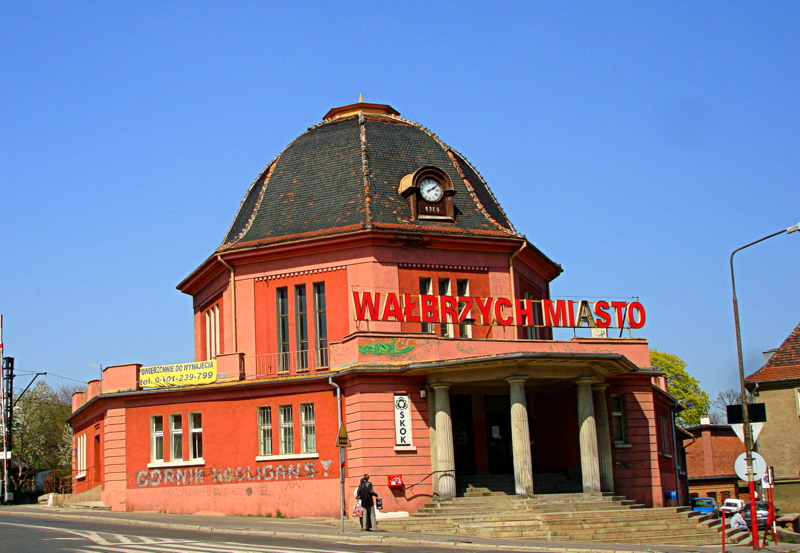
Stazione ferroviaria

Le industrie principali erano legate all'estrazione del carbone, è stata una città famosa in Polonia per questo materiale fondamentale nei lunghi periodi invernali.
Attualmente la fiorente industria è guidata dallo stabilimento Toyota. Altra industria fondamentale è quella della ceramica capitanata dalla Cersanit.

## Cultura
Nel suo territorio si trova l'imponente castello di Książ (Fürstenstein), risalente al XIII secolo, terzo castello per grandezza di tutta la Polonia.

## Amministrazione

### Gemellaggi
Foggia, dal 1998